# Finance expérimentale
 (juin 2012).
Si vous disposez d'ouvrages ou d'articles de référence ou si vous connaissez des sites web de qualité traitant du thème abordé ici, merci de compléter l'article en donnant les références utiles à sa vérifiabilité et en les liant à la section « Notes et références ».
La finance expérimentale  est une branche de l'Économie expérimentale visant à valider ou approfondir des théories financières, par le biais de l'étude de simulations au sein de petits groupes observés, se livrant à des échanges sur un marché informatisé factice.
Ces simulations de micro-marché peuvent porter sur le marché boursier, le marché des changes, le marché à terme, Dans une structure de marché factice prédéterminée, l'expérimentation étudie les comportements et décisions d'un groupe d'investisseurs pour révéler les propriétés d'un marché.
L'utilisation la plus fréquente de la finance expérimentale se situe dans le domaine de la finance comportementale.

## Histoire
En 1996, la publication par des chercheurs de l'Institut de Santa Fe de  "Asset Pricing Under Endogenous Expectations in an Artificial Stock Market"  marque la création de cette nouvelle branche de la finance.